# Helena Pedersdatter Strange
Helena Pedersdatter Strange (dánsky: Helene; ve Švédsku také zvaná královna Elin; 1200?–1255?) byla švédská královna, manželka Knuta II. Pocházela z dánské šlechtické rodiny později zvané Ulfeldt.

## Původ
Byla dcerou dánského rytíře Pedera Strangessena a za švédského regenta Knuta se provdala kolem roku 1225. Manželovi pak porodila dva syny, Holmgera a Filipa. Knut byl od roku 1222 regentem místo dětského krále Erika XI., kterého vystřídal na trůně v roce 1229. Z Heleny/Elin se tak stala královna. Královna používala na oficiálních dokumentech stejnou pečeť jako její manžel, což je fakt, který naznačuje, že mohla mít určitý politický vliv.
V roce 1234 její manžel zemřel a Erik XI. se vrátil k moci. Helena se podruhé vdala za šlechtice Filipa Lauressona. V roce 1247 byla svědkem toho, jak její syn neúspěšně povstal proti nastupující moci rodu Folkungů a byl v roce 1248 popraven. Její druhý syn Filip byl popraven v roce 1251. Téhož roku zároveň podruhé ovdověla. Zemřela okolo roku 1255.

## Děti
- Holmger Knutsson, † 1248, popraven po bitvě u Sparrsätra
- Filip Knutsson, popraven v roce 1251